# Rembul (Bojong)
Rembul is een bestuurslaag in het regentschap Tegal van de provincie Midden-Java, Indonesië. Rembul telt 6991 inwoners (volkstelling 2010).